# Luke McCullough
Luke McCullough (* 15. Februar 1994 in Portadown) ist ein nordirischer Fußballspieler, der Abwehrspieler steht zurzeit bei den Doncaster Rovers unter Vertrag steht.

## Karriere

### Verein
Mit 15 Jahren kam er in der NIFL Premiership zu seinem ersten Einsatz für Dungannon Swifts. Zuvor spielte er für Loughgall Youth.
Im Juli 2010 wechselte er nach England zu Manchester United. Als Kapitän der Reservemannschaft kam er in der Saison 2011/12 zu 25 Einsätzen. Von Januar bis März 2013 war er an Cheltenham Town ausgeliehen die zu dem Zeitpunkt in der Football League Two spielten. Dort bestritt er nur ein einziges Spiel.
Während der Saisonvorbereitung 2013/14 unterschrieb er am 25. Juli 2013 einen Zwei-Jahres-Vertrag bei den Doncaster Rovers. Sein erstes Spiel machte er in der Begegnung am 2. November 2013 gegen Brighton & Hove Albion.

### In der Nationalmannschaft
Bei seiner ersten Partie für die U-16 Nordirlands wurde er zum Mannschaftskapitän ernannt. Auch bei der Nordirland U-17 führte er sein Team an. Am 15. Oktober 2012 kam er für die Nordirland U-19 beim 8:1-Sieg über Moldawien zum Einsatz, wo er mit zwei Torvorlagen glänzen konnte. An dem Tag, als er den Vertrag bei Doncaster Rovers unterzeichnete, wurde er ins Aufgebot der Nordirland U-21 für den Milk Cup berufen.
Unter Trainer Michael O’Neill kam er am 4. Juni 2014 im Testspiel gegen die Uruguayische Fußballnationalmannschaft in Montevideo zu seinem A-Länderspieldebüt. Die Partie ging mit 0:1 verloren. In der Qualifikation für die Fußball-Europameisterschaft 2016 in Frankreich kam er zu zwei Kurzeinsätzen gegen die in der Qualifikationsgruppe abgeschlagenen Griechen und Färöer. Nachdem die erste EM-Teilnahme Nordirlands überhaupt gesichert war, wurde McCullough ohne weitere Testspielteilnahme ins Aufgebot Nordirlands aufgenommen. Er war einer von drei Feldspielern, die danach im Turnier ohne Einsatz blieben.